# Bartolomeo Manfredi (matematico)

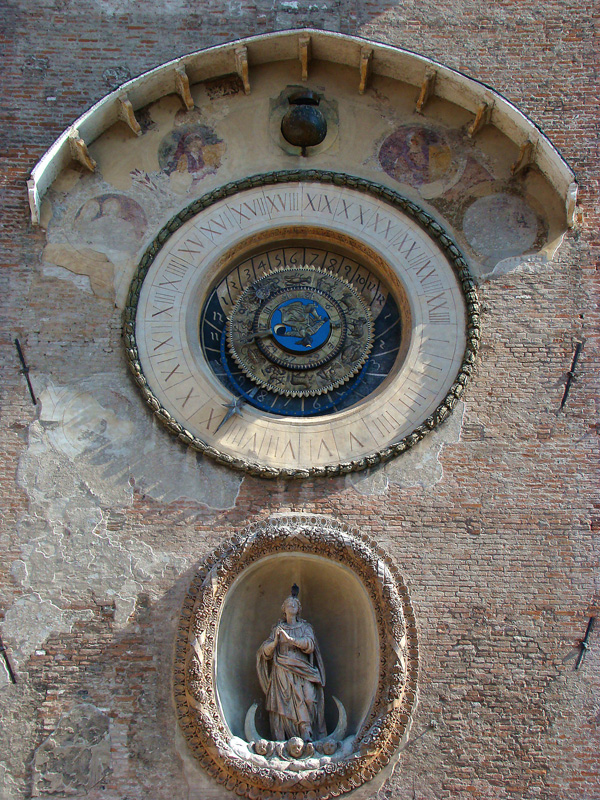
Mantova, orologio astronomico sulla Torre dell'Orologio

Bartolomeo Manfredi (Mantova, ... – Mantova, 1478) è stato un matematico e astronomo italiano.

## Biografia
Bartolomeo Manfredi era figlio di Giovanni Manfredi, detto “Giovanni dell'Orologio”, fabbricante di orologi con bottega in contrada dell'Aquila a Mantova.
Fu allievo di Vittorino da Feltre, dal quale apprese la geometria e l'astronomia e l'arte orologiaia lavorando nella bottega del padre.
Intorno al 1470 ricevette l'incarico dal marchese Ludovico III Gonzaga di realizzare un orologio per la torre presente in piazza de' Mercadanti (ora piazza delle Erbe) a Mantova, edificata dall'architetto di corte Luca Fancelli. Nel suo lavoro Bartolomeo si avvalse della collaborazione del figlio Giangiacomo. L'orologio indicava le ore ordinarie, degli astrologi e dei pianeti; il percorso del sole attraverso i segni dello Zodiaco e le fasi lunari. L'opera venne terminata nel 1473. L'anno successivo Bartolomeo Manfredi ricevette dai Gonzaga l'incarico di “Superiore dell'Orologio”, che prevedeva anche la manutenzione dello stesso.
Sono state attribuite a Bartolomeo Manfredi anche le realizzazioni degli orologi per i comuni di Volta, Goito, Quistello, Bozzolo e Canneto.